# Morgan Lundin (kock)
Morgan Lundin, född 1974, är en svensk kock verksam i Skärblacka utanför Norrköping.
År 2004 utsågs Lundin till Årets kock på Grönland och 2007 utsågs han till Årets stormkock i Hemavan. Lundin har varit en av de runt 30-40 kockarna i köket under nobelmiddagarna vid nio tillfällen. Morgan Lundin har sedan han tog examen 1992 vid Strömbackaskolan i Piteå arbetat på en rad olika utländska och svenska toppkrogar. Han driver tillsammans med sin sambo sedan 2012 Lingon & Dill som är en catering- och lunchrestaurang i Skärblacka utanför Norrköping. År 2013 bildade Lundin grill-laget "Lingon & Dill BBQ team" som varit i SM-final 2013–2017. Laget har vunnit två kvaltävlingar och 2017 vann Lundin SM i grill & BBQ med sitt grill-lag. Laget har även tagit många fina placeringar i SM genom åren och rankas nu som ett av topplagen i svenska grill & BBQ-sammanhang.  SM i grill & BBQ arrangeras av Svenska grillfrämjandet. I oktober 2017 tog ”Lingon & dill BBQ team” med Morgan Lundin som lagkapten hem två VM-guld i officiella grill och BBQ-VM i Irland. Lundin har med sitt lag också lyckats med att 2018 ta ett VM-guld  som första och enda utländska lag i Houston, Texas. Den bedriften var de nära att upprepa 2019 då laget vann ett brons i en kategori, något som inget utländskt lag gjort sedan tävlingen startade 1973. BBQ-tävlingen anordnas i samband med Houston Livestock show and Rodeo och är alltid i början av året.
2021 Tilldelades Morgan och hans sambo Norrköpings hedersmedalj för deras arbete med restaurangen Lingon & dill i skärblacka och deras framgångar i BBQ som satt Skärblacka och Norrköping på den nationella och internationella kartan.
Morgan Lundin har bland annat arbetat med kockar som Hubert Förster, Gordon Ramsay, Marcus Samuelsson och Nikolaij Kirk.
Morgan Lundin utsågs den 23 februari 2010 av jordbruksminister Eskil Erlandsson att representera Lappland som matlandetambassadör. i 46 år.